# Air India Regional
Air India Regional, antes llamada Alliance Air, es una aerolínea regional y filial de Air India. Se creó en el 1996 como filial de Indian Airlines, que se fusionó con Air India en 2007. La compañía ha formado una red de más de 50 destinos en India y Sri Lanka y utiliza una flota de aviones ATR.

## Historia

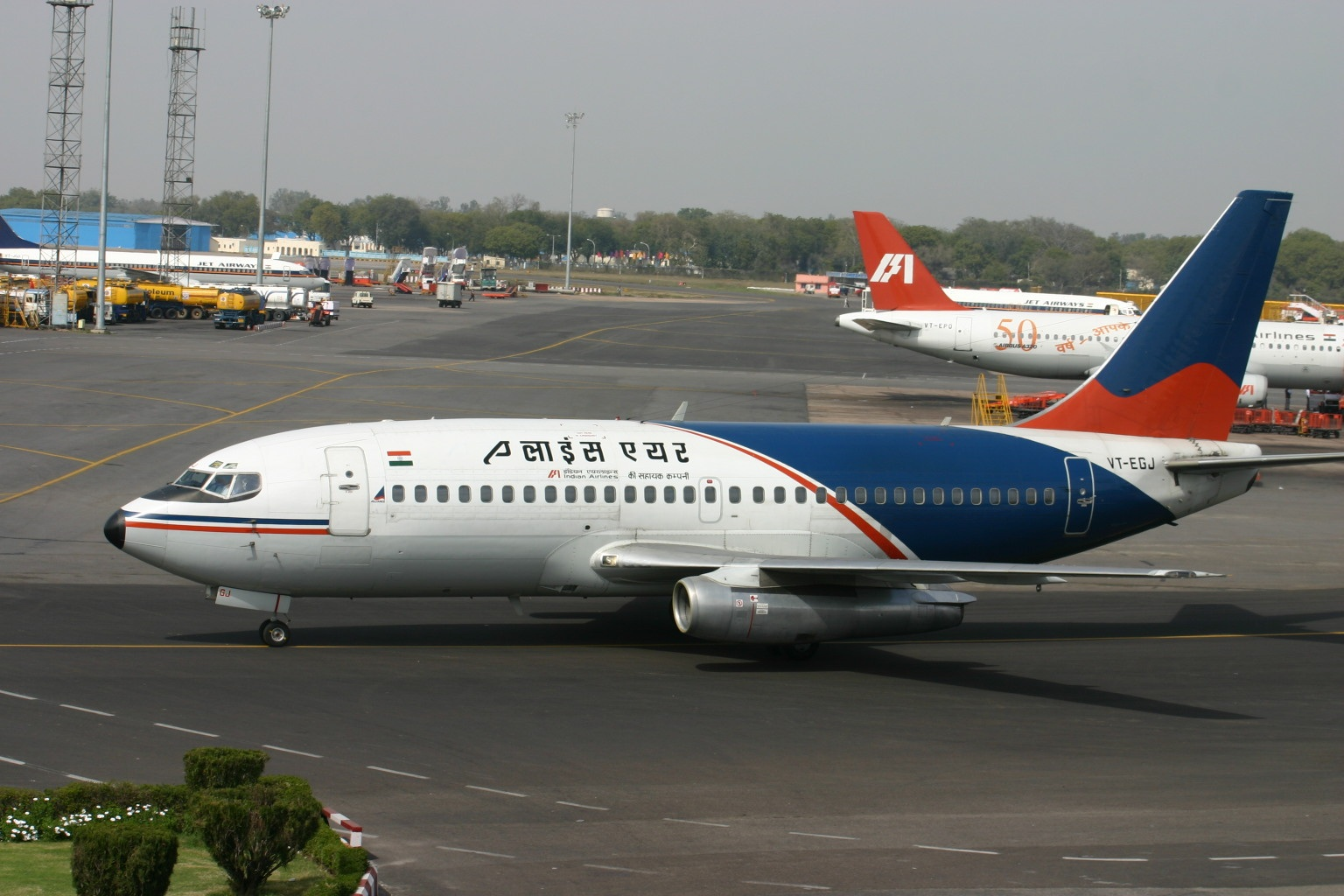
Un Boeing 737-200 de Alliance Air en el aeropuerto de Delhi en 2005

Indian Airlines fundó Alliance Air en abril de 1996 como una filial de bajo costo que efectuaría vuelos regionales enlazando a los centros de conexión de la empresa matriz con las ciudades más pequeñas del país. Indian Airlines también quería hacer mejor uso de su flota de Boeing 737, así que le alquiló 12 de estas aeronaves a través de un acuerdo de wet-lease. La filial realizó su primer vuelo el 21 de junio de 1996. En 2002 Alliance Air daba servicio a 44 destinos por toda la India utilizando 11 aviones Boeing 737-200.
La compañía se convirtió en una filial de Air India cuando esta última se fusionó con Indian Airlines en el 2007. Air India inicialmente cambió el nombre de la aerolínea a Air India Regional, pero decidió volver a ponerle el nombre Alliance Air en 2017. La filial también adoptó un nuevo logotipo que incluye un centauro y que es de hecho el viejo logotipo de Air India.

## Destinos
Alliance Air opera en 54 ciudades a enero de 2020. Ha establecido bases en Bangalore, Bombay, Calcuta, Chennai, Delhi, Hyderabad, Jaipur y Visakhapatnam. La compañía inició su primer servicio internacional en noviembre de 2019 al enlazar Chennai con Jaffna en Sri Lanka.
India
Andhra Pradesh
- Vijayawada - Aeropuerto de Vijayawada
- Visakhapatnam - Aeropuerto de Visakhapatnam

Arunachal Pradesh
- Pasighat - Aeropuerto de Pasighat

Assam
- Guwahati - Aeropuerto Internacional Lokpriya Gopinath Bordoloi
- North Lakhimpur - Aeropuerto de Lilabari
- Tezpur - Aeropuerto de Tezpur

Bengala Occidental
- Calcuta - Aeropuerto Internacional Netaji Subhas Chandra Bose

Chandigarh
- Chandigarh - Aeropuerto de Chandigarh

Chhattisgarh
- Raipur - Aeropuerto Swami Vivekananda

Damán y Diu
- Diu - Aeropuerto de Diu

Delhi
- Delhi - Aeropuerto Internacional Indira Gandhi

Goa
- Goa - Aeropuerto Internacional de Goa

Guyarat
- Ahmedabad - Aeropuerto Internacional Sardar Vallabhbhai Patel
- Bhavnagar - Aeropuerto de Bhavnagar
- Bhuj - Aeropuerto de Bhuj
- Kandla - Aeropuerto de Kandla

Himachal Pradesh
- Dharamsala - Aeropuerto de Gaggal
- Kullu - Aeropuerto de Bhuntar
- Shimla - Aeropuerto de Shimla

Jammu y Cachemira
- Jammu - Aeropuerto de Jammu

Jharkhand
- Ranchi - Aeropuerto Birsa Munda

Karnataka
- Bangalore - Aeropuerto Internacional Kempegowda
- Belgaum - Aeropuerto de Belgaum
- Kalaburagi - Aeropuerto de Kalaburagi[12]
- Mysore - Aeropuerto de Mysore[13]

Kerala
- Cochín - Aeropuerto Internacional de Cochín

Lakshadweep
- Isla Agatti - Aeropuerto de Agatti

Madhya Pradesh
- Gwalior - Aeropuerto de Gwalior
- Indore - Aeropuerto Devi Ahilyabai Holkar
- Jabalpur - Aeropuerto de Jabalpur

Maharashtra
- Bombay - Aeropuerto Internacional Chhatrapati Shivaji
- Kolhapur - Aeropuerto de Kolhapur
- Nashik - Aeropuerto de Nashik
- Pune - Aeropuerto de Pune
- Shirdi - Aeropuerto de Shirdi

Odisha
- Bhubaneshwar - Aeropuerto Biju Patnaik
- Jharsuguda - Aeropuerto de Jharsuguda

Punyab
- Bathinda - Aeropuerto de Bathinda
- Ludhiana - Aeropuerto Sahnewal
- Pathankot - Aeropuerto de Pathankot

Rayastán
- Bikaner - Aeropuerto de Bikaner
- Jaipur - Aeropuerto de Jaipur
- Udaipur - Aeropuerto Maharana Pratap

Tamil Nadu
- Chennai - Aeropuerto Internacional de Chennai
- Coimbatore - Aeropuerto de Coimbatore
- Madurai - Aeropuerto de Madurai
- Tiruchirapalli - Aeropuerto Internacional de Tiruchirapalli

Telangana
- Hyderabad - Aeropuerto Internacional Rajiv Gandhi

Uttar Pradesh
- Agra - Aeropuerto de Agra
- Prayagraj - Aeropuerto de Prayagraj
- Gorakhpur - Aeropuerto de Gorakhpur

Uttarakhand
- Dehradun - Aeropuerto Jolly Grant
- Pantnagar - Aeropuerto de Pantnagar

Sri Lanka
- Jaffna - Aeropuerto de Jaffna

## Flota

### Flota Actual
Air India Regional cuenta con los siguientes aviones a agosto de 2022, con una edad media de 8 años.
| Aeronave   | En servicio | Pasajeros |
| ---------- | ----------- | --------- |
| ATR 72-600 | 8           | 70        |
| Total      | 8           | -         |

## Accidentes e incidentes
- El vuelo 7412 de Alliance Air partió de Calcuta el 17 de julio de 2000 con destino a Delhi haciendo escalas en Patna y Lucknow. El Boeing 737-200 entró en pérdida a medida que descendía hacia el aeropuerto de Patna y se estrelló en una zona residencial que quedaba a dos kilómetros de la pista, dejando a 55 de los 58 ocupantes del avión muertos. Cinco personas que estaban en la tierra murieron también. El Ministerio de Aviación Civil indicó que los errores de los pilotos probablemente causaron el accidente.[15]